# Pascal Ackermann
Pascal Ackermann (ur. 17 stycznia 1994 w Kandel) – niemiecki kolarz szosowy.
Jest pierwszym niemieckim zawodnikiem w historii, który wygrał klasyfikację punktową w Giro d’Italia.

## Najważniejsze osiągnięcia
2015
- 1. miejsce na 2. etapie Szlakiem Grodów Piastowskich

2016
- 1. miejsce na 4. etapie Tour de Berlin
- 1. miejsce w mistrzostwach Niemiec do lat 23 (start wspólny)
- 3. miejsce w Sparkassen Münsterland Giro
- 2. miejsce na mistrzostwach świata do lat 23 (start wspólny)

2017
- 1. miejsce w klasyfikacji sprinterskiej Tour of the Alps

2018
- 3. miejsce w Handzame Classic
- 2. miejsce w Driedaagse Brugge – De Panne
- 2. miejsce w Scheldeprijs
- 1. miejsce na 5. etapie Tour de Romandie
- 1. miejsce na 2. etapie Critérium du Dauphiné
- 1. miejsce w mistrzostwach Niemiec (start wspólny)
- 1. miejsce w RideLondon-Surrey Classic
- 1. miejsce na 1. i 2. etapie Tour de Pologne
- 1. miejsce w Brussels Cycling Classic
- 1. miejsce w Grand Prix de Fourmies
- 1. miejsce na 2. etapie Tour of Guangxi

2019
- 1. miejsce w Clásica de Almería
- 1. miejsce w Eschborn-Frankfurt
- 1. miejsce w klasyfikacji punktowej Giro d’Italia
  - 1. miejsce na 2. i 5. etapie
- 1. miejsce na 1. i 3. etapie Tour de Pologne
- 3. miejsce w mistrzostwach Europy
- 1. miejsce na 1. etapie Deutschland Tour
- 1. miejsce w GP de Fourmies
- 1. miejsce w Gooikse Pijl
- 1. miejsce w klasyfikacji punktowej Tour of Guangxi
  - 1. miejsce na 3. i 6. etapie

2020
- 1. miejsce w Clásica de Almería
- 1. miejsce na 1. etapie UAE Tour
- 1. miejsce na etapach 2. i 3b Sibiu Cycling Tour
- 3. miejsce w mistrzostwach Europy
- 1. miejsce w klasyfikacji punktowej Tirreno-Adriático
  - 1. miejsce na 1. i 2. etapie
- 1. miejsce na 9. i 18. etapie Vuelta a España

2021
- 3. miejsce w Driedaagse Brugge-De Panne
- 1. miejsce w prologu i na 3. etapie Sibiu Cycling Tour
- 1. miejsce w klasyfikacji punktowej Settimana Ciclistica Italiana
  - 1. miejsce na 2., 3. i 5. etapie
- 2. miejsce w Deutschland Tour
  - 1. miejsce w klasyfikacji punktowej
  - 1. miejsce na 1. etapie
- 2. miejsce w Grand Prix de Fourmies

2022
- 1. miejsce w Bredene Koksijde Classic
- 1. miejsce na 4. etapie Tour de Pologne

2023
- 2. miejsce w Bredene Koksijde Classic
- 1. miejsce na 11. etapie Giro d’Italia
- 1. miejsce na 1. etapie Österreich-Rundfahrt

## Rankingi
| Rok             | 2013  | 2014  | 2015 | 2016 | 2017 | 2018 | 2019 | 2020 | 2021 | 2022 | 2023 | 2024 |
| --------------- | ----- | ----- | ---- | ---- | ---- | ---- | ---- | ---- | ---- | ---- | ---- | ---- |
| UCI World Tour  |       |       |      | -    | 371. | 63.  |      |      |      |      |      |      |
| World Ranking   |       |       |      | 147. | 343. | 25.  | 7.   | 19.  | 50.  | 170. | 137. | 99.  |
| UCI Europe Tour | 1073. | 1057. | 239. | 103. | 179. | 2.   | 6.   | 17.  | 42.  | 139. | -    | 80.  |
| UCI Asia Tour   | -     | -     | -    | 45.  | -    | 436. |      |      |      |      |      |      |
|                 |       |       |      |      |      |      |      |      |      |      |      |      |
| Źródło: UCI     |       |       |      |      |      |      |      |      |      |      |      |      |